# József Szájer
József Szájer (Sopron, 7 de setembro de 1961) é um político húngaro e membro do Parlamento Europeu (MEP) do partido Fidesz. Ele renunciou ao cargo de MPE em 29 de novembro de 2020 (efectivamente no final de dezembro) após ter sido preso pela polícia belga numa orgia gay na noite de 27 de novembro, em violação aos regulamentos locais impostos devido à COVID-19.
Em 2000, Szájer recebeu a honra de Cavaleiro Comandante de São Miguel e São Jorge (KCMG) da Rainha Isabel II.